# Tokyo Blade
A Tokyo Blade brit heavy metal/speed metal/glam metal együttes. 1979-ben alakult meg  Salisburyben. Eredetileg "White Diamond", "Killer", illetve "Genghis Khan" volt a nevük. Többször is feloszlottak. A zenekar egyike a NWOBHM (a brit heavy metal új hulláma) mozgalom képviselőinek.

## Tagok
- Andy Boulton - gitár (1982–)
- John Wiggins - ritmusgitár (1983-1986; 2010–)
- Andy Wrighton - basszusgitár (1984-1986; 2010–)
- Steve Pierce - dob (1982-1986; 1987; 2010-)
- Alan Marsh - ének (1982-1984; 1990-1991; 1995-1996; 2016-)

Korábbi tagok
- Vic Wright - ének (1984-1986; 2016)
- Bryan Holland - gitár (2007-2010)
- Michael Pozz - ének (1989)
- Pete Zito - ének (1986-1988)
- Brian George - ének (1987)
- Carl Sentance - ének (1986)
- Danny Gwilym - ritmusgitár (1990-1991)
- Sean Cooper - ritmusgitár, billentyűk (1986)
- Ray Dismore - ritmusgitár (1982-1983)
- Steve Kerr - gitár
- Andy Robbins - gitár (1982-1984)
- Dave Donaldson - gitár (1987)
- Dave Sale - basszusgitár (1989)
- Colin Riggs - basszusgitár (1990-1991;1995-1996)
- Frank 'Sapardi' Kruckle - basszusgitár (2008-2010)
- Ace Finchum - dob
- Alex Lee - dob (1987)
- Marc Angel - dob (1990-1991; 1995-1996)
- Lorenzo Gonzalez - dob (2008-2010)
- Martin Machwitz - billentyűk (1989)
- Nicolaj Ruhnow - ének (2010–2014)
- Atilla - ének (1990)
- Chris Gillen - ének (2008-2010, 2014–2016)

## Diszkográfia
- Tokyo Blade (1983)
- Night of the Blade (1984)
- Black Hearts & Jaded Spades (1985)
- Ain't Misbehavin' (1987)
- No Remorse (1989)
- Burning Down Paradise (1995)
- Pumphouse (1998)
- Mr. Ice (1998)
- Eye of The Storm (2008, a No Remorse lemez újra kiadása)
- Thousand Men Strong (2011)
- Unbroken (2018)
- Dark Revolution (2020)

## Egyéb kiadványok
EP-k
- Lightning Strikes (1984)
- Midnight Rendezvous (1984)
- Madame Guillotine (1985)
- Camp 334 (2012)
- Stick it ... (2012)

Koncertalbumok
- Live in Germany (2009, CD és DVD)